# 高松築港車站
34°21′02.8″N 134°02′58.1″E / 34.350778°N 134.049472°E

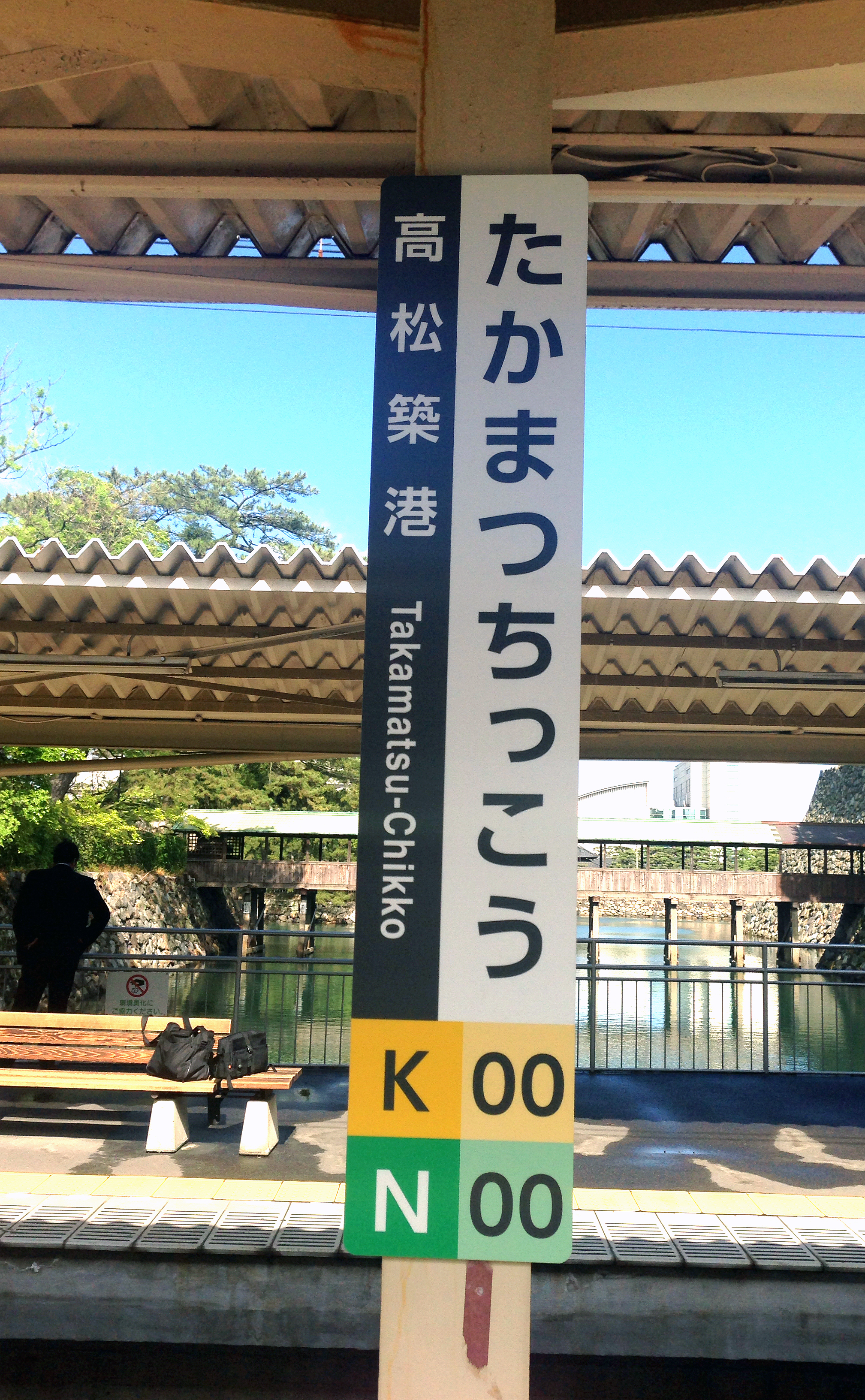
站名標（縱型）2014年5月

高松築港車站（日语：／ Takamatsu-Chikkō eki */?）是位於日本香川縣高松市，由高松琴平電氣鐵道所經營的鐵路車站，是琴平線的起點站，也是發往長尾線列車的起點站，車站編號為K00（琴平線）和N00（長尾線）。車站位於JR四國高松站西方約200公尺處，兩站間步行約需5分鐘。

## 歷史
琴平線的瓦町車站至本站的路段為高松空襲而廢除的市內線的替代路線，於1948年12月26日從片原町車站延伸至本站，同時本站開始營運；最初車站名為「築港車站」，1953年志度線電車也開始停靠本站，一直到1954年才改為現在使用的「高松築港車站」，車站並在隔年往北移210公尺至現在的車站位置。
1994配合瓦町站改建工程，志度線列車不再停靠本站，改由長尾線列車駛入本站。
2000年拆除舊車站建築，啟用現行站房。

## 車站結構

### 站房
以鐵架及夾板所建成的「凸」字形單層站房1座，車站入口及玄關位正正設於「凸」形的突出部份，中央位置為設有自動售票機的售票大堂、站務室、服務窗口及入閘機，右側為月台範圍，左側則為儲物櫃及洗手間。
車站建於玉藻公園邊沿的用地，側式月台更是貼近高松城的石垣及高松城的內堀，原來琴電是計劃把本站至瓦町站一段高架化，而站房及月台均只作臨時性質，但當原來的站房拆去時，正遇上公司財政危機，高架化計劃被迫櫊置，相關設施則一直沿用至今。

### 月台
採用港灣式月台設計的島式月台及側式月台各1座，其中島式月台的內側與側式月台共用1條軌道，因此仍屬2面2線的配置。琴平線使用側式月台（1號）為乘搭月台、島式月台內側（2號）為下車專用月台；長尾線上、落車均使用島式月台外側（3號）。月台長度約為80米，但長尾線的路軌長度稍為比琴平線的長度為短，只能容納最長3輛長度的列車駛入，同時把過長的月台部份以欄杆圍封。
| 月台 | 路線    | 方向 | 目的地                           | 備註     |
| ---- | ------- | ---- | -------------------------------- | -------- |
| 1    | ■琴平線 | 下行 | 佛生山、一宮、瀧宮、琴電琴平方向 | 線路共用 |
| 2    | ■琴平線 | -    | 下車專用                         | 線路共用 |
| 3    | ■長尾線 | 下行 | 瓦町、高田、長尾方向             |          |

雖有自動驗票閘門（TOSHIBA製），但因是IC卡IruCa專用，因此一般車票無法通過。使用一般車票的須走人工驗票或窗口。

### 站前綠地
現在的車站與站前道路中央通之間有一狹長綠地，為過去舊車站站舍的位置。原本計畫將高松市區內鐵路改為高架路段，因而拆除了舊車站，現有車站則做作為臨時車站使用。但最終取消了高架計畫，故維持了現有的車站狀態。

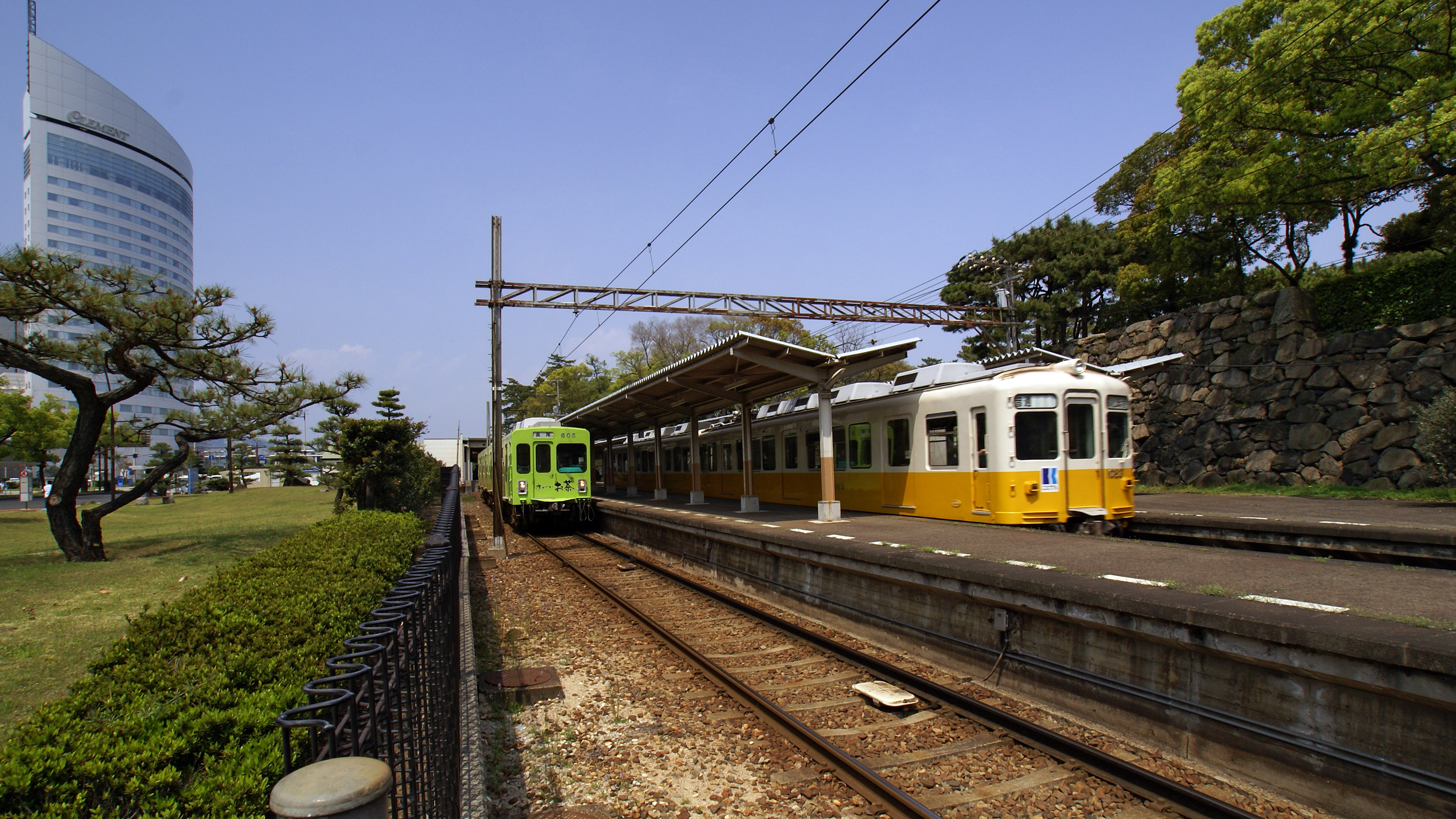
月台與列車
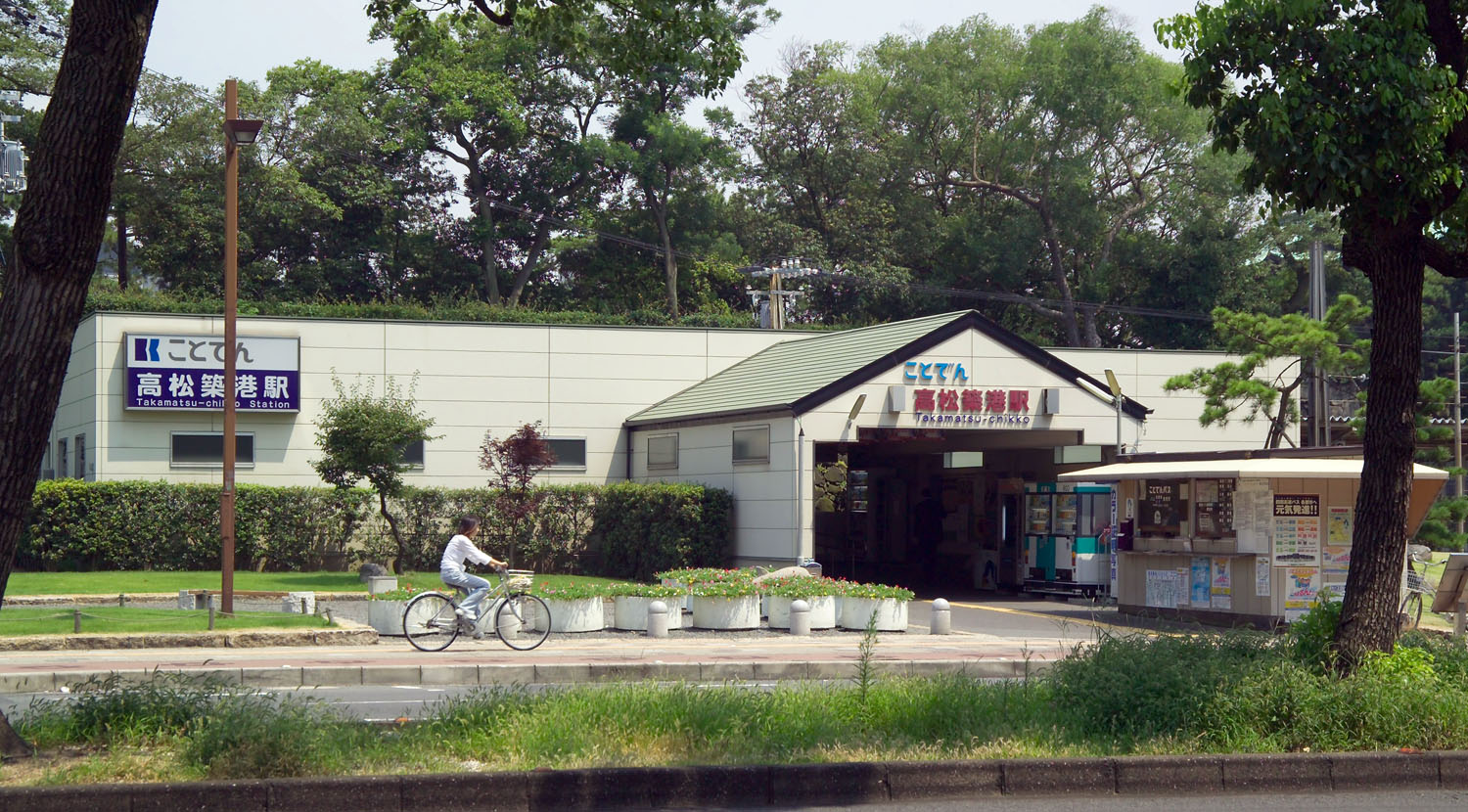
站房與站前綠地

## 使用狀況
| 上下車人次變化 | 上下車人次變化 |
| 年度           | 1日平均人數    |
| -------------- | -------------- |
| 1995           | 13,114         |
| 1996           | 12,632         |
| 1997           | 13,317         |
| 1998           | 12,390         |
| 1999           | 10,949         |
| 2000           | 10,448         |
| 2001           | 10,537         |
| 2002           | 10,366         |
| 2003           | 10,414         |
| 2004           | 10,429         |
| 2005           | 9,488          |
| 2006           | 9,580          |
| 2007           | 10,764         |
| 2008           | 10,800         |
| 2009           | 10,301         |
| 2011           | 10,434         |
| 2012           | 10,527         |
| 2013           | 10,899         |
| 2014           | 10,824         |
| 2015           | 11,297         |
| 2016           | 11,917         |
| 2017           | 12,223         |
| 2018           | 12,862         |
| 2019           | 13,128         |
| 2020           | 9,726          |
| 2021           | 9,726          |
| 2022           | 11,166         |

## 周邊
- 高松港
  - Sunport高松（日语：サンポート高松）
    - 高松港旅客總站大樓（日语：高松港旅客ターミナルビル）
    - JR高松站
    - 高松地標塔
    - JR高松克雷緬特飯店（日语：JRホテルクレメント高松）
- 玉藻公園（高松城址）

1號線東側是高松城石垣與堀，從月台可看見堀內的海水魚。
- 北濱alley（日语：北浜alley）
- 四國電力本社
- 日本銀行高松支店
- 香川縣農業協同組合（日语：香川県農業協同組合）本店
- 農林中央金庫（日语：農林中央金庫）高松支店
- 西日本放送本社
- 高松高等裁判所、地方裁判所、家庭裁判所及簡易裁判所合同廳舍
  - 高松高等裁判所
  - 高松地方裁判所（日语：高松地方裁判所）
  - 高松家庭裁判所（日语：高松家庭裁判所）
  - 高松簡易裁判所（日语：高松簡易裁判所）
- 高松法務合同廳舍
  - 高松法務局（日语：高松法務局）
  - 高松高等檢察廳（日语：高松高等検察庁）
  - 高松地方檢察廳（日语：高松地方検察庁）
  - 高松區檢察廳（日语：高松区検察庁）
  - 高松入國管理局（日语：高松入国管理局）
  - 高松矯正管區（日语：高松矯正管区）
- 高松北警察署（日语：高松北警察署）

## 巴士乘車處
2001年高松站前巴士總站啟用以前，本站前的巴士站是琴電巴士的起訖站。另外，本站南方的收費停車場「琴電玉藻町停車場」是琴電巴士的本社車庫。現在除朝日町線以外，巴士總站總有路線皆會停靠本站。
以下未備註的皆由特記琴電巴士營運。
- 1號乘車處
  - 下笠居線
    - （11）經 昭和町市圖書館（日语：高松市図書館）前 往 弓弦羽
    - （13）經 宮脇町（日语：宮脇町） 往 弓弦羽

  - 香西線 （15）經 宮脇町 往 香西車庫
  - 町中循環巴士（まちなかループバス）東廻
  - 永旺高松線 （6） 往 瓦町
- 2號乘車處
  - 御厩線 （47） 往 縣立游泳池
  - 由佐線
    - （41） 往 由佐、高松機場
    - （43） 往 由佐、岩崎

  - 鹿角線
    - （33） 往 香川中央高校（日语：香川県立香川中央高等学校）
    - （35） 往 日生新市鎮
- 3號乘車處
  - 川島線、西植田線
    - （61）經 舊空港通、SUN MESSE（日语：サンメッセ香川） 往 Fuji GRAND十川
    - （63）經 舊空港通、SUN MESSE 往 西植田
    - （65）經 RAINBOW ROAD、SUN MESSE 往 Fuji GRAND十川
    - （67）經 高松中央交流道（日语：高松中央インターチェンジ）、林新道 往 Fuji GRAND十川
- 4號乘車處
  - 高松機場利木津巴士  往 高松機場
  - 庵治線 （73）往 庵治町
  - 大學醫院線 （75） 往 大學醫院（日语：香川大学医学部附属病院）、高田站
  - 浦生線 （79） 往 浦生
  - 大川巴士（日语：大川自動車）引田線  往 引田
  - 屋島大橋線 （5） 往 健康Land
- 5號乘車處
  - SHOPPING RAINBOW循環巴士（東廻、西廻）
- 8號乘車處
  - 各線往 高松站
  - 鹿角線（32） 往 高松站、縣民游泳池（日语：香川県県民ホール）
  - 町中循環巴士西廻
  - 永旺高松線  往 永旺夢樂城高松（日语：イオンモール高松）

朝日町線停靠的是本站北方水城通上的「高松港」巴士站。

## 相鄰車站
高松琴平電氣鐵道
■琴平線、■長尾線
高松築港（K00/N00）- 片原町（K01/N01）

## 外部連結
- 高松琴平電氣鐵道高松築港站資訊 （页面存档备份，存于）（日語）